# 君島永胤
君島 永胤（きみじま ながたね）は、安土桃山時代から江戸時代前期にかけての武士。下野国塩谷郡船生城主。

## 略歴
君島高胤の嫡男として誕生。
父・高胤が慶長2年（1597年）6月15日に没すると家督を継ぎ船生城主となるが、同年10月13日に主君・宇都宮国綱が改易されると、自身も流浪の身となり、その年に生まれたばかりの国綱の次男・則綱に、川上通正（あるいは川上通茂）と共に従い那須の地に移り住んだ。
則綱が13歳で没すると、那須の地を離れ、塩原邑茗荷里に移り住み、茗荷君島氏の祖となる。
寛永15年（1638年）8月23日、死去。